# Distrikt Tambo (La Mar)
Der DistriktTambo liegt in der Provinz La Mar in der Region Ayacucho in Südzentral-Peru. Der Distrikt besitzt eine Fläche von 303 km². Beim Zensus 2017 wurden 10.667 Einwohner gezählt. Im Jahr 1993 lag die Einwohnerzahl bei 11.866, im Jahr 2007 bei 17.637. Sitz der Distriktverwaltung ist die 3219 m hoch gelegene Kleinstadt Tambo mit 4052 Einwohnern (Stand 2017). Tambo liegt 8 km nordnordwestlich der Provinzhauptstadt San Miguel.

## Geographische Lage
Der Distrikt Tambo liegt in der peruanischen Zentralkordillere im Nordwesten der Provinz La Mar. Das Areal wird über den Río Torobamba nach Süden hin entwässert.
Der Distrikt Tambo grenzt im Südosten an den Distrikt Santa Rosa, im Westen und im Nordwesten an die Distrikte Uchuraccay und Sivia (beide in der Provinz Huamanga) sowie im Nordosten an die Distrikte Pichari und Kimbiri (beide in der Provinz La Convención).

## Ortschaften
Neben dem Hauptort gibt es folgende größere Ortschaften im Distrikt:
- Acco (342 Einwohner)
- Challhuamayo Bajo (267 Einwohner)
- Huayao (291 Einwohner)
- Mahuayura (213 Einwohner)
- Qarhuapampa (1076 Einwohner)
- San Salvador de Osna Alta (276 Einwohner)
- Vicos (227 Einwohner)
- Vista Alegre (1165 Einwohner)